# 好来郭勒

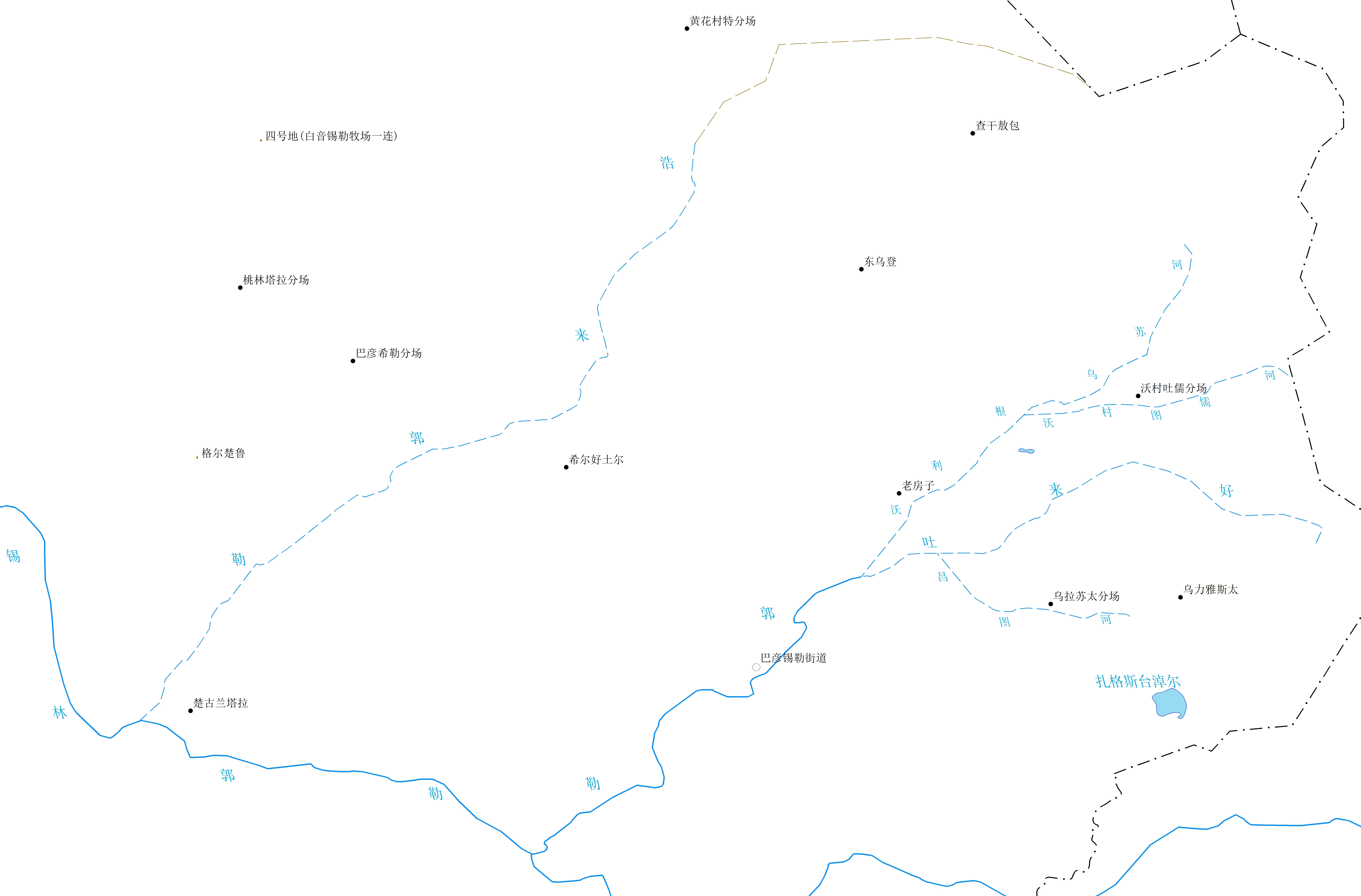
好来郭勒和好来吐郭勒示意图

好来郭勒，位于中华人民共和国内蒙古自治区锡林郭勒盟锡林浩特市东南部的一条河流，是锡林郭勒河右岸支流。发源于锡林浩特市巴彦锡勒街道查干敖包东北约6千米处，向西流至达林图儒戈壁（沼泽）后折向西南，最后于楚古兰塔拉以西汇入锡林郭勒河。河长77.6千米，流域面积1127.53平方千米，河道平均比降为2.59‰。全河在达林图儒戈壁以上为干河，以下有清水或间歇水。
2019年锡林浩特市人民政府在河流湖泊管护范围划界的公告中称好来郭勒发源于白音锡勒牧场黄花树特分场，河长63.11千米。流域面积1135平方千米。